# Dossier Dozijn Min Eén
Dossier Dozijn Min Eén is een stripalbum van Agent 327, getekend door Martin Lodewijk, waarin elf van de alleroudste avonturen van Agent 327 (stammend uit 1966-1967) staan, namelijk: Dossier A, B, C, D, E, F, G, H, I, J en L. Dossier K bestaat uit twee delen, en is daarom pas in het volgende album Dossier Dozijn Min Twee opgenomen. De losse dossiers zijn voor het eerst verschenen in stripweekblad Pep in 1966 (nr. 21, 28, 32, 39, 46, 50 en 53) en 1967 (nr. 7, 12, 19 en 34). Het album is het zesde deel van de Oberon/Eppo-reeks, in 1980 uitgegeven door Oberon, en het eerste deel van de nieuwe (op tekst bijgewerkte en opnieuw ingekleurde) reeks die in de jaren 2000 werd uitgegeven door Uitgeverij M en Uitgeverij L.

## Inhoud

### Dossier A
Het allereerste verhaal van Agent 327. Hier moet hij de Poodles (persiflage op The Beatles) beschermen tijdens hun tournee in Nederland, maar door hun lange haren zien ze niks en zijn ze zelf het grootste gevaar.

### Dossier B
De minister van Buitengewone Zaken is op de Geheime Dienst om de beste geheim agent te selecteren voor een opdracht. Dat wordt Agent 327 natuurlijk, maar helaas voor de minister blijken zijn reflexen iets te goed. Dan blijkt dat de minister eigenlijk Boris Kloris is, sindsdien een gezworen vijand van Agent 327.

### Dossier C
Agent 327 moet een belangrijke microfilm naar generaal Ofdheze brengen. Hij verbergt de film in zijn holle kies, maar komt per ongeluk in een tandartsstoel terecht. De tandarts blijkt een spion te zijn die er met de holle kies vandoor gaat, maar later blijkt dat de echte film per postduif verzonden was.

### Dossier D
De bokser Pölkenbröt, die eigenlijk een geheim agent is, komt naar Nederland. Om met hem in contact te komen moet Agent 327 tegen hem in de ring gaan vechten. Na een training vol blutsen en builen staan ze tegenover elkaar in de ring, maar Pölkenbröt reageert niet op het wachtwoord. Dan blijkt dat ze eigenlijk de tweelingbroer van de bokser moesten hebben.

### Dossier E
Agent 327 krijgt een nieuw snufje: een holster waar het pistool uitspringt als je je arm er hard tegenaan drukt. Als hij later naar de bank gaat om er zijn salaris op te zetten krijgt hij daar een ijsje in zijn nek. Het pistool vliegt uit de holster, en het eindigt met politie wegens een bankoverval.

### Dossier F
Agent 327 moet op Schiphol een microfilm en opdracht overhandigen aan de contactman Arnold Gregor. Hij weet echter niet dat Boris Kloris de plaats van Gregor heeft ingenomen. Een klein jongetje, dat Gregor heet en voor spion speelt, hoort de oproep voor de heer Gregor echter ook en gaat erheen, terwijl Agent 327 verhinderd raakt. Zodoende zit Boris Kloris met een hoop rotzooi waar hij maar geen code achter vinden kan.

### Dossier G
De zeezender Radio Harmonica blijkt een spionagenest. Daarom moet Agent 327 ze voor de nieuwjaarsuitzending stoppen. Aangekomen op hun schip blijken ze al vertrokken. Hij weet echter niet dat dat is omdat de ankerketting gebroken is, en het schip waarop ze uitzenden dus wegdrijft. Maar daar komt hij de volgende morgen wel achter...

### Dossier H
Professor Tiggelaar heeft een robot uitgevonden die precies op Agent 327 lijkt, inclusief stemvervormer. Boris Kloris laat hem onmiddellijk naar de Geheime Dienst gaan om de staatsgeheimen te stelen. Maar 327 en de Chef laten hem in de val lopen, en krijgen zo ook Boris Kloris & co te pakken. Die ontsnappen echter omdat een andere robot die op de Chef lijkt 327 afleidt...

### Dossier I
Agent 327 moet voor de Chef even een patat zonder halen. Daarbij wordt hij echter ontvoerd door Fi-Doh en zijn kornuiten, die hem naar hun meester brengen. Zo ontmoet 327 voor het eerst Dr. Maybe. Deze wil hem hypnotiseren om hem de staatsgeheimen te ontfutselen, maar wordt per ongeluk zelf gehypnotiseerd, waarop 327 wegkomt en ontsnapt via zijn spoor van frietjes. Maar de Chef is intussen al in een restaurant gaan eten.

### Dossier J
Agent 327 moet de contactman in Cocumbuela een microfilm overhandigen, en reist mee met de kampioens-voetbalploeg Ajakkes dat daar een finale moet spelen, met de microfilm verstopt in een bal vol springstof. Voorzichtigheid is geboden, daar er weer eens revolutie dreigt in Cocumbuela. Dan blijkt echter dat de finale per ongeluk gespeeld wordt met de bal vol springstof. 327 probeert de zaak nog te redden, maar te laat: de bal explodeert, de revolutie barst los, en voor 327 het beseft is hij tot president van Cocumbuela gebombardeerd.

### Dossier L
Agent 327 maakt hardhandig kennis met de nieuwe loopjongen Barend, en krijgt vervolgens een dagje vrij. Dan wordt hij echter weer door Fi-Doh en diens maatje Habraken ontvoerd naar hun meester Dr. Maybe, die hem dit keer martelt met de smartlap "Denk toch altijd met liefd'aan je moeder" van Gerda en Herman Timmerhout (parodie op Gert en Hermien Timmerman). Habraken wordt echter nogal week van het nummer waarop hij overloopt, Dr. Maybe wegjaagt en 327 vrijlaat.